# Triple Frontera

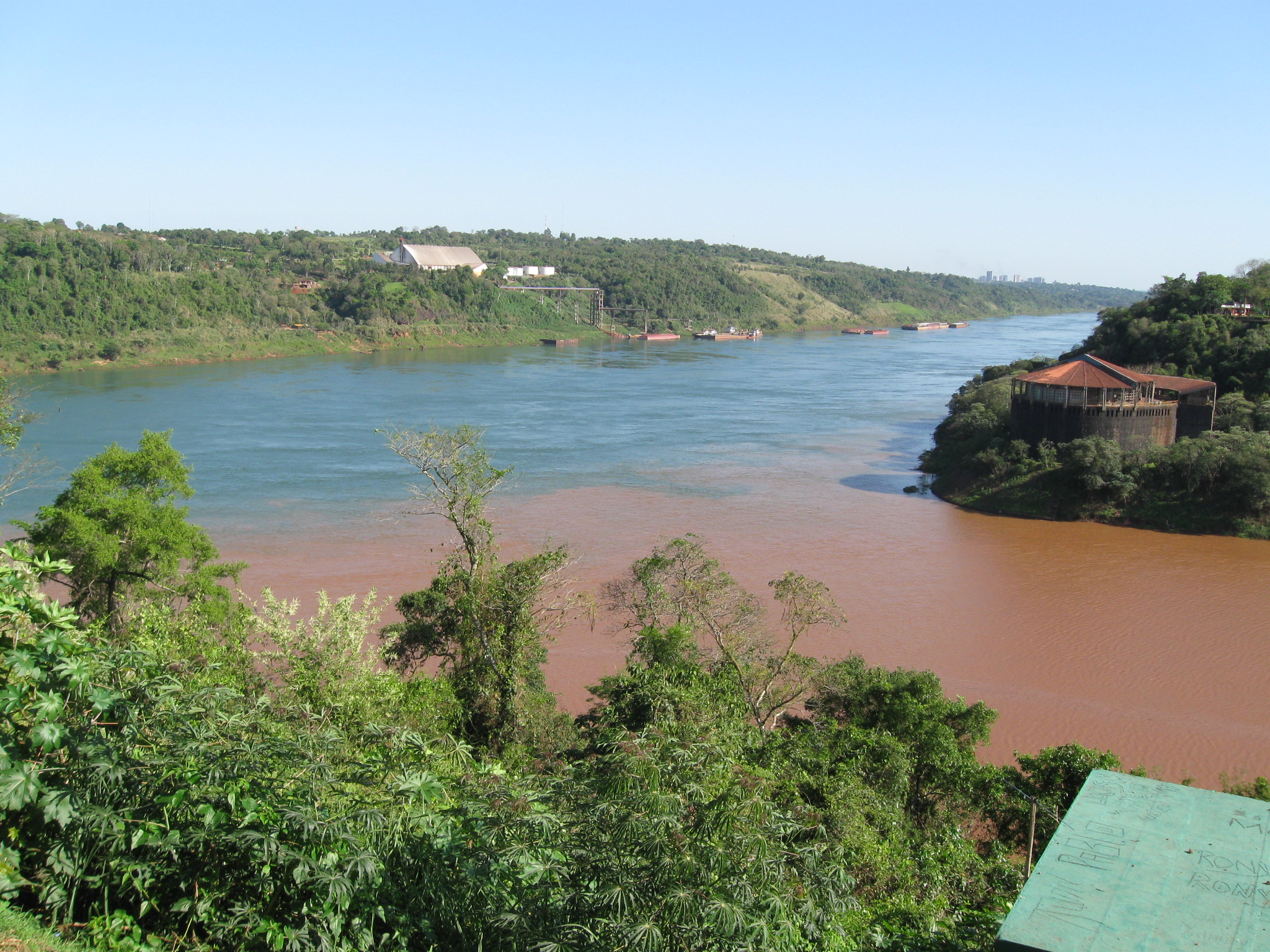
Mündung des Río Iguazu in den Paraná, rechts Brasilien, links Paraguay, im Vordergrund Argentinien

Als Triple Frontera oder Tríplice Fronteira (spanisch und portugiesisch für: Dreiländereck oder dreifache Grenze) bezeichnet man das Grenzgebiet zwischen den drei Staaten Argentinien, Brasilien und Paraguay.

## Lage
Die dreifache Grenze liegt an der Mündung des Rio Iguaçu in den Río Paraná unweit der Iguazú-Wasserfälle. Die Triple Frontera ist damit inmitten des Acuífero Guaranís. Geografisch gehört die Gegend zum Gebiet des subtropischen Regenwaldes, ein Teil davon wird in den argentinischen und brasilianischen Nationalparks von Iguazú geschützt.

## Grenzsteine

Grenzsteine „Hitos“
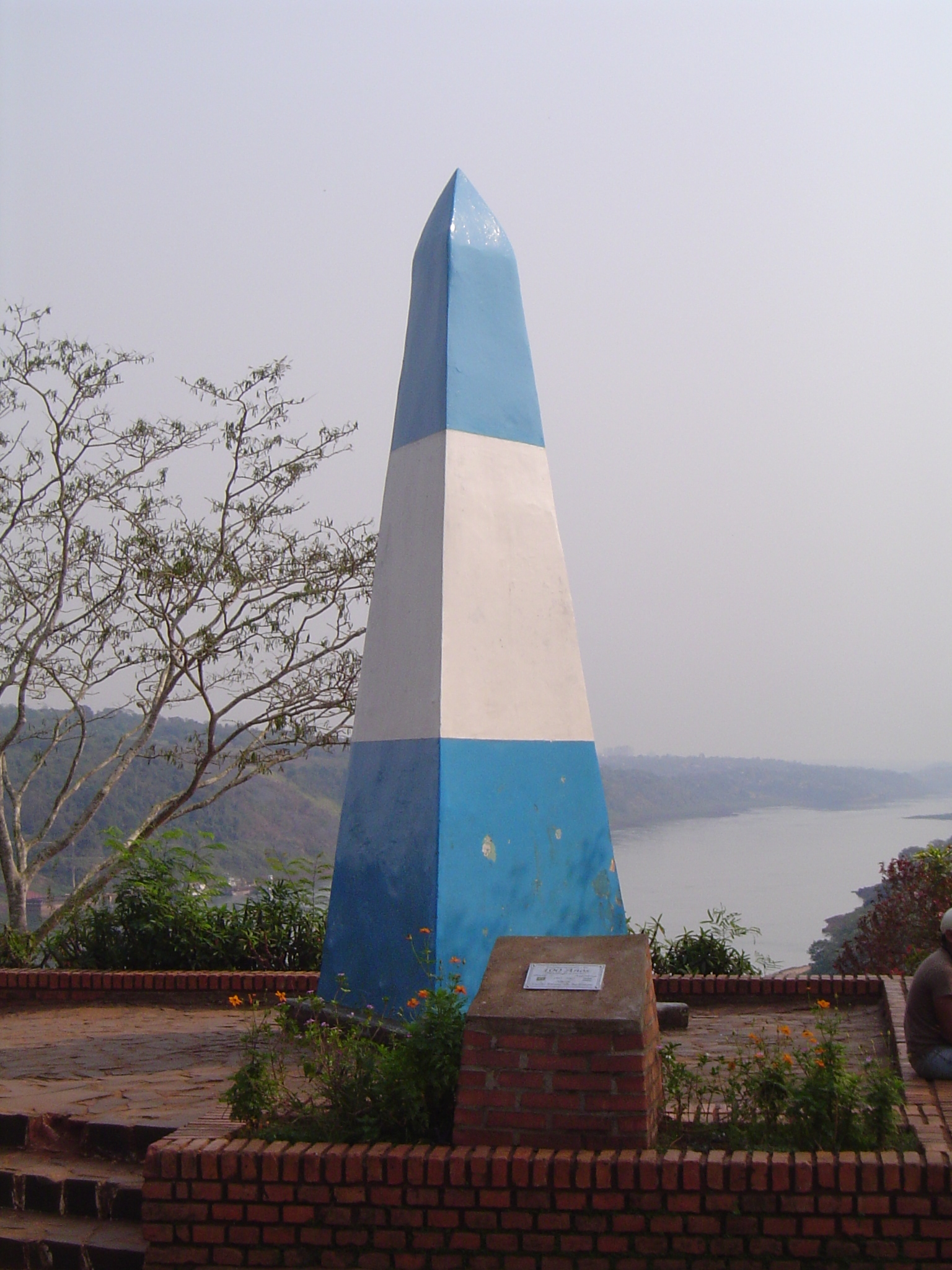
argentinischer
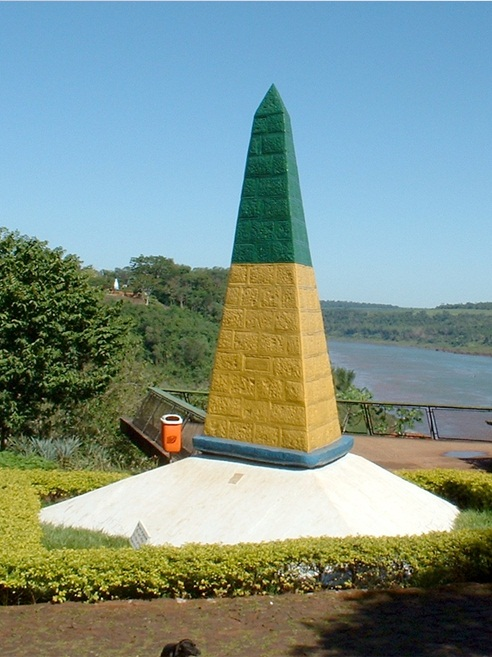
brasilianischer
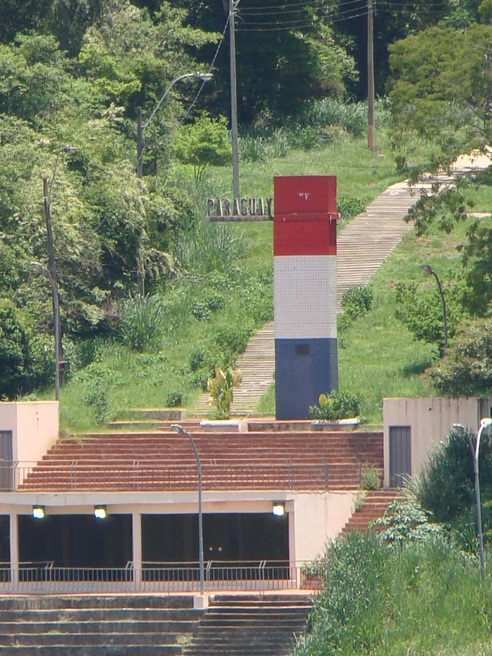
paraguayischer

- argentinischer
- brasilianischer
- paraguayischer

## Städte im Grenzgebiet

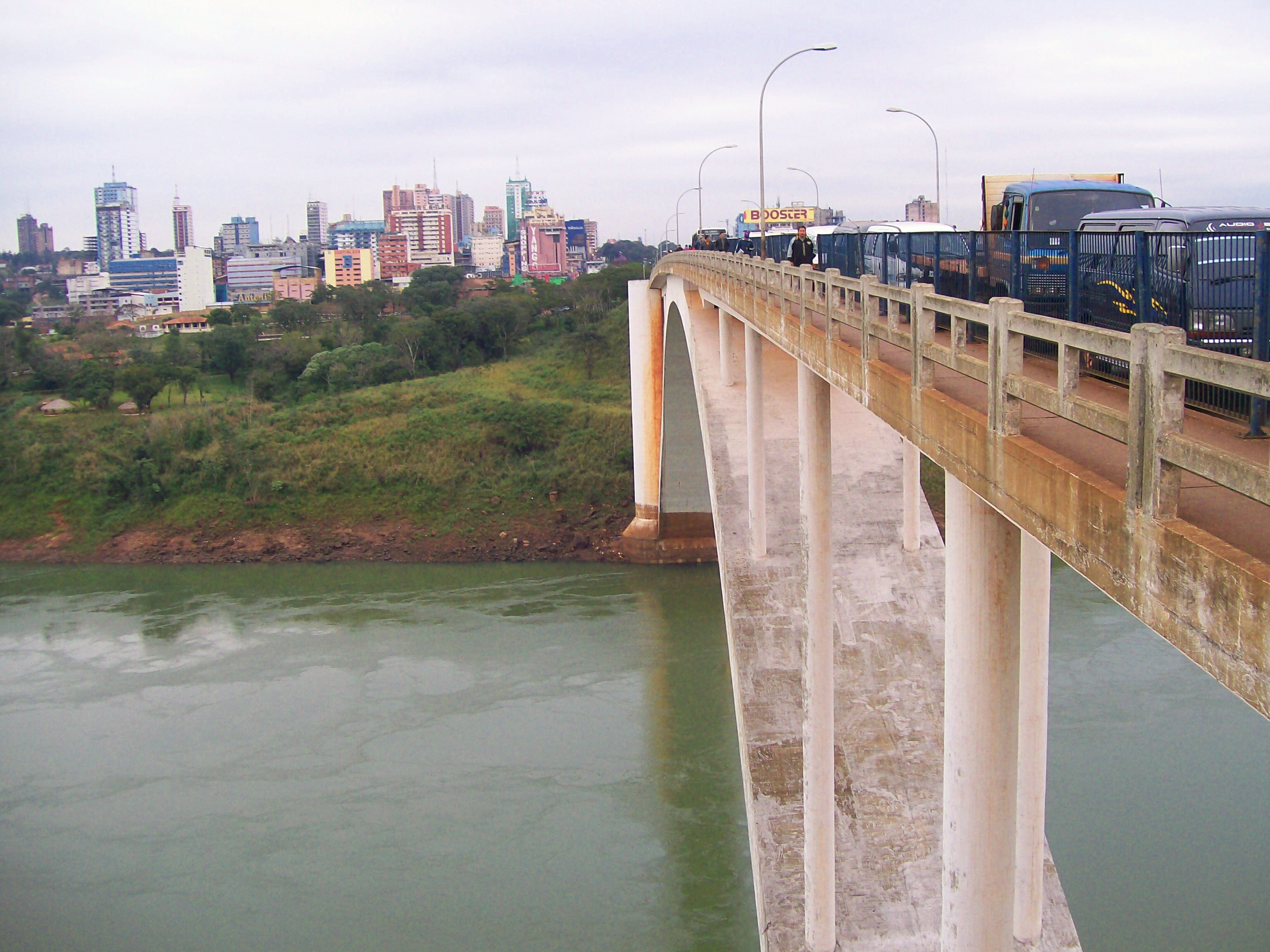
Puente Internacional de la Amistad zwischen Ciudad del Este und Foz do Iguaçu

Im Bereich der Triple Frontera befindet sich heute ein internationaler Verdichtungsraum, der im Wesentlichen aus drei Städten besteht: Puerto Iguazú (ca. 45.000 Einwohner) in Argentinien, Foz do Iguaçu (ca. 300.000 Einwohner) in Brasilien und Ciudad del Este (ca. 240.000 Einwohner) in Paraguay. Alle drei Städte gelten vor allem als Handelsmetropolen, aber auch als Zentren des Schmuggels. Puerto Iguazú und Foz do Iguaçu sind daneben als Ausgangsorte zu den Iguazú-Wasserfällen auch touristisch geprägt. Wenige Kilometer flussaufwärts wird der Paraná durch den Staudamm des Itaipú-Wasserkraftwerks zwischen dem paraguayischen Hernanderías und Foz do Iguaçu aufgestaut. Ciudad del Este und Foz do Iguaçu sind durch die Puente de la Amistad (span.)/Ponte da Amizade (port.) („Brücke der Freundschaft“) miteinander verbunden. Eine weitere Brücke ist zwischen dem sich auf paraguayischer Seite direkt an der Triple Frontera befindendem Presidente Franco und Foz do Iguaçu geplant. Zwischen Foz do Iguaçu und Puerto Iguazú befindet sich rund 3,1 km westlich (oberhalb der Mündung des Iguazú) die Puente Internacional Tancredo Neves. Paraguay und Argentinien haben in diesem Gebiet keine direkte Brückenverbindung.

## Kontroverse
In den späten 1990er und frühen 2000er Jahren kam die Region in die Schlagzeilen, da dort Zellen verschiedener Terrororganisationen vermutet wurden, darunter al-Qaida und Hisbollah. Insbesondere ging man von einer Verbindung dieser Zellen mit zwei Attentaten in Buenos Aires auf israelische bzw. jüdische Organisationen in den 90er Jahren (den Verein AMIA und die israelische Botschaft) aus. Bislang konnten jedoch trotz Nachforschungen des US-Geheimdienstes keine Beweise für die Existenz dieser Zellen erbracht werden.